# Champagny-sous-Uxelles
Champagny-sous-Uxelles ist eine französische Gemeinde mit 84 Einwohnern (Stand 1. Januar 2022) im Département Saône-et-Loire in der Region Bourgogne-Franche-Comté (vor 2016 Bourgogne); sie gehört zum Arrondissement Chalon-sur-Saône und ist Teil des Kantons Tournus (bis 2015 Sennecey-le-Grand). 

## Geografie
Champagny-sous-Uxelles liegt etwa 24 Kilometer südsüdwestlich von Chalon-sur-Saône. Umgeben wird Champagny-sous-Uxelles von den Nachbargemeinden Bresse-sur-Grosne im Norden und Westen, Étrigny im Osten, Chapaize im Süden sowie Bissy-sous-Uxelles im Süden und Südwesten.

## Bevölkerungsentwicklung
| Jahr                      | 1962 | 1968 | 1975 | 1982 | 1990 | 1999 | 2006 | 2011 | 2016 |
| Einwohner                 | 92   | 84   | 62   | 59   | 60   | 75   | 82   | 84   | 97   |
| Quelle: Cassini und INSEE |      |      |      |      |      |      |      |      |      |

## Sehenswürdigkeiten

Blick von Lancharre auf Champagny-sous-Uxelles
Mairie
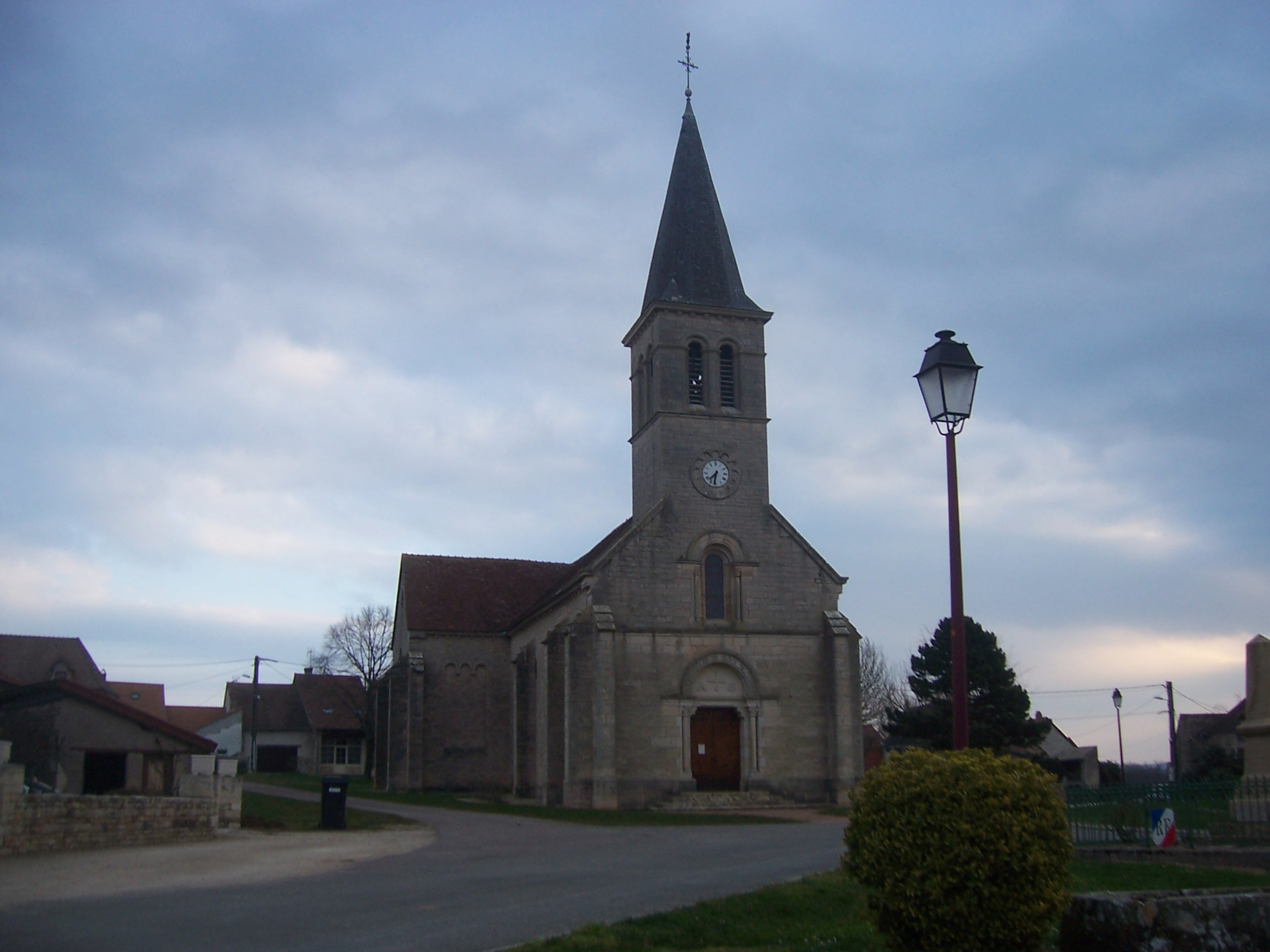
Kirche Saint-Vincent
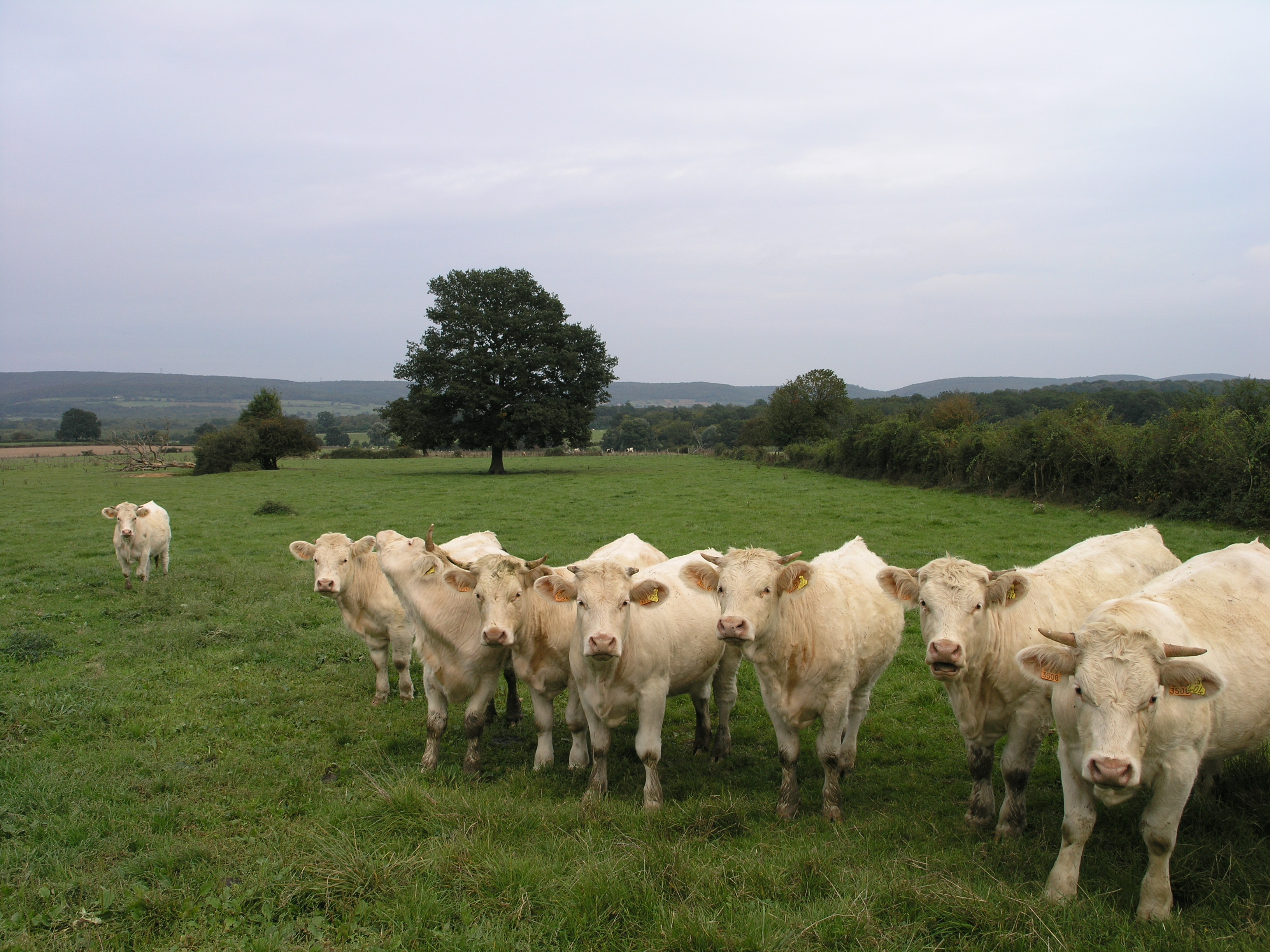
Weide
Fischteich beim Sonnenaufgang